# Gustavo Cerati
Pour les articles homonymes, voir Cerati.
Gustavo Cerati, de son vrai nom Gustavo Adrián Cerati Clark, né le 11 août 1959 à Buenos Aires et mort dans la même ville le 4 septembre 2014, est un musicien, chanteur, compositeur et producteur argentin. Il est le chanteur et guitariste du groupe Soda Stereo considéré comme l'un des plus importants groupes de rock hispanophones, et un pionnier du rock latino-américain.
En 2010, le sextuple lauréat des Latin Grammy Awards a été victime d'un accident vasculaire cérébral après un concert à Caracas, au Venezuela. Le musicien argentin a été transporté d'urgence au centre médical La Trinidad, puis à l'institut neurologique FLENI de Buenos Aires, où il est tombé dans le coma. Cerati a passé quatre ans à l'hôpital, depuis le jour où il a eu l'accident vasculaire cérébral, jusqu'à son décès par arrêt cardiaque le 4 septembre 2014. Il avait 55 ans.